# 輕·功
《輕·功》（英語：Go With The Float），是香港電視廣播有限公司拍攝製作的時裝親情溫馨電視劇，由黎耀祥、龔慈恩及蔣祖曼領銜主演，並由朱敏瀚、朱晨麗、鄭俊弘、楊卓娜、韋家雄、歐瑞偉、鄭子誠、寶珮如及王綺琴聯合演出，編審龍文康，監製黃偉聲。此劇以武師作為劇集背景，講述電影武師洪十一（黎耀祥飾）與家人，以及一班片場老友記的故事。
此劇是2022年香港國際影視展推介劇集之一。北美OTT由TVBAnywhere North America週一至五同步更新，台灣OTT由LiTV 線上影視12月7日起同步跟播上架。

## 故事大綱
前武師洪十一，與一眾前電影從業員兼好友鍾志威、方芯、李世舫、吳錦賢聚首，為十一的亡妻繆妙舉辦回顧展，勾起昔日往事，眾人還重組拍攝當年已創作好的《輕功》劇本。十一的子女洪翊嵐、洪翊風也於此時返回老家與父親同住，背後卻各有隱瞞……十一答應收身分神秘的男子元植為徒，翊風擔心元植有不軌企圖，對他有所敵意。其後，繆妙竟然重現大家眼前，原來這位眼前人只是繆妙昔日的武打替身何索。何索突然出現，似有目的……

## 演員表

### 凌波大廈

#### 洪家
| 演員   | 角色   | 暱稱／關係 |
| 黎耀祥 | 洪十一 | 十一師傅 跌打師父／退休龍虎武師 繆妙之夫 洪翊嵐、洪翊風之父 元植之師父 何索之師兄，被其喜歡 李艷如之知己 申美英、李世舫、方芯、鍾志威、吳錦賢、姚寶螢之同事兼好友 元規之同事                                                                |
| 龔慈恩 | 繆 妙  | （1963.6.23-2018.2.11） 息影女打明星 洪十一之亡妻 洪翊嵐、洪翊風之亡母 李世舫、方芯、吳錦賢、鍾志威、姚寶螢之同事兼好友 元規、申美英之同事 患有癌症，於第2集病逝。                                                                          |
| 蔣祖曼 | 洪翊嵐 | Billie、八婆（李艷如專稱） 畫廊高級經理 洪十一、繆妙之女 洪翊風之姊 林至明之女友，因她不育所以於第4集和其分手，於25集復合兼結婚 李艷如之好友，互稱對方為「八婆」 元植之好友，被其暗戀並追求，於第20集拒絕其 於第7集獲推舉成業主立案法團主席 |
| 朱敏瀚 | 洪翊風 | 自由工作者，包括電腦維修員、裸體模特兒、資料輸入員、商場服務員 洪十一、繆妙之子 洪翊嵐之弟 陳嘉萱之男友，於第14集分手 元植、李艷如之好友 與李艷如有感情線 洪羽生之父                                                                        |
|        | 洪羽生 | 洪翊風、陳嘉萱之子 洪翊嵐之姪子 洪十一，繆妙之孫子 鍾志威之乾孫子 李艷如之乾兒子 |

#### 繁星舊班底
| 演員            | 角色             | 暱稱／關係 |
| 龔慈恩 （分飾） | 何 索            | 索姑娘、阿索 電影製片／前武打替身 繆妙之昔日武打替身，樣貌與身型與繆妙極為相似，並十分嫉妒其，後放下執念 繆妙息影後結婚移居馬來西亞 洪十一之師妹，並喜歡其 李世舫、方芯、鍾志威、姚寶螢之同事 鍾志威之同事，年輕時拒絕他的追求，且利用及欺騙其，所以被他針對 元規之同事，被其針對 於第18集登場 於第19集回港與洪十一等人重聚，實為另有目的 找雜誌炒作與洪十一緋聞以博取宣傳 出賣鍾志威及吳錦賢，擅取《新．輕功》劇本給內地投資者，以追捧自己當女主角上位 於第25集成功為《新．輕功》另外找到新投資者，並於《新．輕功》成功拍攝後離開香港 |
| 鄭俊弘          | 元 植（원식）    | 練青天、申美英之子 物理治療師／前童星 全職功夫迷，自小崇拜洪十一功夫 曾經在戲中飾演洪十一之兒子，所以叫他做「阿爹」 一度被洪翊風懷疑他是洪十一之私生子 曾懷疑吳錦賢是其生父 洪十一之徒弟 洪翊嵐、洪翊風、李艷如之好友 暗戀並追求洪翊嵐，於第20集被其拒愛 於第9集出場 名字諧音圓寂 |
| 韋家雄          | 鍾志威           | 導遊／前電影副導演 盧嘉嘉之男友，於第21集因盧嘉嘉不滿他不跟她商量便答應捐肝給吳錦賢而分手，於25集被眾人提及已復合 洪十一、繆妙、李世舫、方芯、吳錦賢之同事兼好友 姚寶螢之同事、租客兼好友，於25集正式退租 洪翊風之契爺 何索之同事，因年輕時曾向她表白但被拒絕，且被其利用及欺騙，故針對她 元規、申美英之同事 |
| 歐瑞偉          | 吳錦賢           | 二手書店老闆／前電影編劇 吳澤文之伯 洪十一、繆妙、李世舫、方芯、鍾志威、姚寶螢之同事兼好友 申美英之同事兼舊情人 元規、何索之同事 於第21集突然暈倒，後證實患肝衰竭，須找鍾志威捐肝做移植手術 |
| 鄭子誠          | 李世舫           | 改衣店老闆／前電影服裝師 方芯之夫 李艷如之父 方良之姐夫 姚寶螢之姑爺 洪十一、繆妙、鍾志威、吳錦賢之同事兼好友 元規、申美英、何索之同事 |
| 寶珮如          | 姚寶螢           | 電影茶水工 方良之妻 李世舫之舅弟婦 方芯之弟婦 李艷如之舅母 洪十一、繆妙、吳錦賢之同事兼好友 鍾志威之同事、房東兼好友 盧嘉嘉之房東 元規之同事，被其追求，於第25集成為對方伴侶 申美英、何索之同事 |
| 王綺琴          | 方 芯            | 雕刻師／前電影道具師 李世舫之妻 李艷如之母，與其不和，後和好 方良之姐 姚寶螢之姑奶 洪十一、繆妙、鍾志威、吳錦賢之同事兼好友 韓星BuBu之粉絲 元規、申美英、何索之同事 口頭禪：啋！ |
| 吳瑞庭          | 元 規            | 雞叔 繁星前員工 元植之義父，借出自己之姓氏予申美英登記元植的出世紙，因此被誤會是元植之生父 洪十一、繆妙、李世舫、方芯、鍾志威、申美英之同事 姚寶螢之同事，暗戀姚寶螢多年，並追求其，於第25集成為對方伴侶 何索之同事，並針對其 方良之情敵 於第17集登場 名字諧音圓規 |
| 周麗欣          | 申美英（신미영） | 韓國前演員，曾來港發展 洪十一、何索之同事兼好友 繆妙、李世舫、方芯、鍾志威、姚寶螢之同事 吳錦賢之同事兼舊情人 元植之母 兩年前已因大腸癌去世 於第5集出現於錦賢的回憶片段中 |

#### 凌波大廈住戶
| 演員   | 角色   | 暱稱／關係 |
| 朱晨麗 | 李艷如 | Yuki 化妝師 李世舫之女 方芯之女，與其不和，後和好 方良、姚寶螢之外甥女 洪十一之知己 洪翊嵐之好友，互稱對方為「八婆」 洪翊風、元植之好友 與洪翊風有感情線 於第7集出場 於第8集獲推舉成業主立案法團副主席 |
| 楊卓娜 | 盧嘉嘉 | 電影製片 鍾志威之女友﹐於第21集因不滿他不跟她商量便答應捐肝給吳錦賢而分手，於第25集復合 姚寶螢之租客，於25集正式退租                                                                                   |
| 何偉業 | 陳 仔  | 大廈管理員（第3、5、7－12集） |
| 潘芳芳 | 媚 姨  | 業主立案法團成員（第5、7－9、18、20、25集） |
| 馮素波 | 孟 婆  | 盲婆 洪十一之鄰居（第7－9、13－14集） |
| 李漫芬 | 麥 太  | （第5、7－8集） |
| 千雪   | 陳 太  | 街坊（第5－9、11、24集） |
| 黃寶珍 | 妹 姐  | 街坊（第6集） |
| 吳江倫 | 寶兒媽 | 街坊（第5－6集） |
| 黃梓瑋 | 關 太  | 新街坊（第7－9集） |
| 葉凱茵 | 王雅婷 | 黎仁愛之租客 林仔之女友（第7、9集） |
| 游五珠 |        | 王雅婷之母 黎仁愛之租客（第7、9集） |
| 曾慧雲 | 江 嬸  | 垃圾婆（第7－8、11、19集） |
| 李海生 | 柳時鎮 | 老柳 業主立案法團副主席 於第8集中風入院，職位被李艷如暫代 名字同柳時鎮（第7－8集） |
| 楊證樺 | 林家寶 | 林仔 業主立案法團成員 王雅婷之男友（第7－9、20、25集） |
| 蘇麗明 | 黎姑娘 | 業主立案法團成員（第7－9、18、20、25集） |
| 煒 烈  | 老 趙  | 業主立案法團成員（第7－9、20、25集） |
| 廖素屏 | 黎仁愛 | 劏房業主（第7集） |

### 其他演員
| 演員   | 角色                                                   | 暱稱／關係 |
| 丘梓謙 | 吳澤文                                                 | 二手書店店員 吳錦賢之侄兒 於第25集成為導演 |
| 李日朗 | 林至明                                                 | Duncan 洪翊嵐之男友，於第25集成婚 於第4集因洪翊嵐不願移民而分手，後得知真相是因洪翊嵐不育不想拖累其而一度分手，最後復合（第4、6、17、25集） |
| 麥詩晴 | 阿Lu                                                   | 洪翊嵐秘書（第1、4、13、18集） |
| 簡淑兒 | 陳嘉萱                                                 | Chloe、高兒 Susanna之女 洪翊風之女友，於第14集分手 Benjamin之妻，於第15集成婚 貪慕虛榮，有公主病 於第6集聲稱自己懷有洪翊風骨肉（洪羽生），向他迫婚，並游說他將洪十一物業加名 於第15集向洪翊風改口胎兒經手人是Benjamin，並在Susanna的安排下而被迫結婚 於第22集向洪翊風聲稱自己已離婚，又改口指他是洪羽生的生父，並叫他照顧洪羽生 |
| 黃煒溏 |                                                        | 行家（第1集） |
| 黃一鳴 |                                                        | 路人（第1－3集） |
| 黃一鳴 | 平民（第4集）                                          | |
| 黃一鳴 | 軍裝警員（第6、8－9、14、16－17集）                    | |
| 黃一鳴 | 市民（第22－23、25集）                                 | |
| 周百恩 |                                                        | 路人（第1－3集） |
| 周百恩 | 平民（第4集）                                          | |
| 周百恩 | 客人（第6、8、20集）                                   | |
| 周百恩 | Bun Buns (Bubu Fans)（第12集）                         | |
| 周百恩 | 演員（第24集）                                         | |
| 周百恩 | 市民（第25集）                                         | |
| 吳兆麟 |                                                        | 路人（第1－3集） |
| 吳兆麟 | 賊人（第17集）                                         | |
| 陳煒迪 |                                                        | 路人（第1－3集） |
| 陳煒迪 | 客人（第4、20集）                                      | |
| 陳煒迪 | 地產經紀（第6集）                                      | |
| 陳煒迪 | 情侶（第9、15集）                                      | |
| 冼子筠 |                                                        | 路人（第1、3集） |
| 冼子筠 | 空姐（第6、25集）                                      | |
| 冼子筠 | 工作人員（第7集）                                      | |
| 冼子筠 | 觀眾（第10－11、14集）                                 | |
| 冼子筠 | 市民（第22－23集）                                     | |
| 羅永健 |                                                        | 路人（第1集） |
| 羅永健 | 平民（第4集）                                          | |
| 羅永健 | 保安（第5集）                                          | |
| 羅永健 | 觀眾（第25集）                                         | |
| 梁百川 |                                                        | 路人（第1集） |
| 孖 八  |                                                        | 男客人（第1、6集） |
| 孖 八  | 工作人員（第3集）                                      | |
| 孖 八  | 平民（第4集）                                          | |
| 孖 八  | 工人（第5集）                                          | |
| 孖 八  | 侍應（第7、25集）                                      | |
| 孖 八  | 助理（第9集）                                          | |
| 孖 八  | 記者（第15集）                                         | |
| 孖 八  | 市民（第23集）                                         | |
| 孖 八  | 同學（第24集）                                         | |
| 黎文傑 |                                                        | 髮型師（第1集） |
| 黎文傑 | 路人（第3、5、8集）                                    | |
| 黎文傑 | 客人（第13集）                                         | |
| 黎文傑 | 侍應（第14集）                                         | |
| 簡家麟 |                                                        | 髮型師（第1、7集） |
| 簡家麟 | 消防員（第5集）                                        | |
| 楊家寶 |                                                        | 接待員（第1、7集） |
| 王嘉慧 |                                                        | 客人（第1、7集） |
| 王嘉慧 | 女演員 在《猛鬼舊樓 血盆大口》中飾演女鬼（第10、15集） | |
| 梁允瑜 |                                                        | 客人（第1、7集） |
| 梁允瑜 | Enya                                                   | （第20集） |
| 劉展霆 |                                                        | 韓星Bubu（第12、13集） |
| 莫偉文 |                                                        | 老闆（第1集） |
| 張詩欣 |                                                        | 護士（第1、5、21－22集） |
| 朱滙林 |                                                        | 醫生（第1集） |
| 林凱恩 | 浪 花                                                  | 演員（第1集） （由龔慈恩配音） |
|        | 浪 花                                                  | 洪十一家中飼養的相思雀 於第2集死去，但鍾志威以為自己不慎放走牠 |
| 郭子豪 | 小刀哥                                                 | 演員（第1集） （由黎耀祥配音） |
|        | 小刀哥                                                 | 洪十一家中飼養的相思雀 於第2集被洪十一放生，但鍾志威以為自己不慎放走牠，還買另一隻充當牠，反令洪十一以為牠不捨他而自己飛回家，並為牠取名「友樂」 於第24集凌波大廈發生火警，洪十一為免牠被燒死，被洪十一放生 |
| 梅 芬  |                                                        | 病人（第1集） |
| 鄧永健 |                                                        | 傳心師 替洪十一治心理病（第2集） |
| 羅 鴻  |                                                        | 部長（第2、5、7、19、21集） |
| 陳勉良 |                                                        | 老闆（第2－3集） |
| 游潔冰 |                                                        | 團友（第2集） |
| 梁志光 |                                                        | 雀店老闆（第2集） |
| 黃卓威 |                                                        | 乘客（第2集） |
| 鄭啟泰 | 崔 生                                                  | 繁星電影公司後人（第3、5、19集） |
| 曾文心 |                                                        | 食客（第3集） |
| 曾文心 | 女子（第5集）                                          | |
| 曾文心 | Model（第7集）                                         | |
| 曾文心 | 市民（第9、17、24－25集）                              | |
| 曾文心 | Bun Buns (Bubu Fans)（第12集）                         | |
| 曾文心 | 新娘（第17集）                                         | |
| 鍾天濠 |                                                        | 食客（第3集） |
| 鍾天濠 | 工作人員（第6－7集）                                   | |
| 林家樂 |                                                        | 食客（第3集） |
| 林家樂 | 工作人員（第6－7集）                                   | |
| 林家樂 | 警員（第8－9、14、16－17集）                           | |
| 林家樂 | 市民（第23集）                                         | |
| 蔡景行 |                                                        | 食客（第3集） |
| 蔡景行 | 攝影師（第4集）                                        | |
| 蔡景行 | 工作人員（第6－7集）                                   | |
| 周嘉全 |                                                        | 工作人員（第3、22集） |
| 周嘉全 | 侍應（第4集）                                          | |
| 周嘉全 | 觀眾（第10、25集）                                     | |
| 周嘉全 | 店員（第17集）                                         | |
| 李梓謙 |                                                        | 工作人員（第3、22集） |
| 李梓謙 | 侍應（第4集）                                          | |
| 李梓謙 | 路人（第5、8、14集）                                   | |
| 李梓謙 | 情侶（第6集）                                          | |
| 李梓謙 | 年青男（第12集）                                       | |
| 李梓謙 | 職員（第15集）                                         | |
| 李梓謙 | 觀眾（第25集）                                         | |
| 宋懿芳 |                                                        | 工作人員（第3集） |
| 宋懿芳 | 男人（第5集）                                          | |
| 宋懿芳 | 市民（第15、17－18、22－23、25集）                     | |
| 宋懿芳 | 觀眾（第15集）                                         | |
| 宋懿芳 | 演員（第24集）                                         | |
| 吳洛汶 |                                                        | 工作人員（第3、22集） |
| 吳洛汶 | 情侶（第6集）                                          | |
| 吳洛汶 | 少女（第20集）                                         | |
| 吳洛汶 | 售貨員（第22集）                                       | |
| 吳洛汶 | 市民（第25集）                                         | |
| 蔡國威 | 方良                                                   | 方芯之亡弟 姚寶螢之亡夫 李世舫之舅仔 李艷如之舅父 已去世32年（第3集） |
| 黎寬怡 |                                                        | 路人（第3、5、8、14集） |
| 曾健明 |                                                        | 茶餐廳老闆（第3、8、10、14、17集） |
| 王致狄 |                                                        | 茶餐廳伙記（第3、8、10、14、17集） |
| 洪資訊 |                                                        | 租戶（第3集） |
| 黃志榮 |                                                        | 阿叔（第3集） |
| 黃耀文 |                                                        | 合唱團（第3集） |
| 黃耀文 | 主持（第25集）                                         | |
| 歐志明 |                                                        | 合唱團（第3集） |
| 潘文惠 |                                                        | 合唱團（第3集） |
| 林偉年 |                                                        | 合唱團（第3集） |
| 林偉年 | 大漢（第9集）                                          | |
| 蕭麗芠 |                                                        | 平民（第4集） |
| 蕭麗芠 | 市民（第9、22－25集）                                  | |
| 蕭麗芠 | 女人（第17集）                                         | |
| 吳綺珊 |                                                        | 平民（第4集） |
| 吳綺珊 | 女學生（第8集）                                        | |
| 吳綺珊 | 觀眾（第15、25集）                                     | |
| 吳綺珊 | 工作人員（第22集）                                     | |
| 吳綺珊 | 演員（第24集）                                         | |
| 張本立 | 林 生                                                  | 林至明之父（第4集） |
| 區靄玲 | 林 太                                                  | 林至明之母（第4集） |
| 杜大偉 |                                                        | 電影資料館館長（第4集） |
| 游莨維 | Ray                                                    | 洪翊嵐之同事（第4－6、13集） |
| 胡敏芝 |                                                        | 客人（第4、20集） |
| 湯之欣 |                                                        | 客人（第4、20集） |
| 湯之欣 | 地產經紀（第6集）                                      | |
| 湯之欣 | 記者（第15集）                                         | |
| 戴耀明 | Now                                                    | 畫家（第4集） |
| 麥皓兒 | Present                                                | 畫家助手（第4－5集） |
| 李芷晴 |                                                        | 工作人員（第4－5集） |
| 張嘉琪 |                                                        | 館長秘書（第4集） |
| 徐嘉儀 |                                                        | 團友（第4集） |
| 關曜儁 | 細 輝                                                  | 洪翊風之好友（第5－6、8、13集） |
| 杜燕歌 | 練青天                                                 | 天哥 影壇巨星／繁星舊小生 申美英之情夫 元植之生父，但被他痛恨 繆妙之舊拍檔 形象影射謝賢（第5、22－23集） |
| 史穎喬 |                                                        | 師妹（第5集） |
| 崔錦棠 | 波 記                                                  | 手機店老闆（第5－6、25集） |
| 倪嘉雯 |                                                        | 體育服裝店店員（第5集） |
| 葉衍佑 |                                                        | 男人（第5集） |
| 葉衍佑 | Bun Buns (Bubu Fans)（第12集）                         | |
| 葉衍佑 | 觀眾（第15集）                                         | |
| 葉衍佑 | 市民（第22－23集）                                     | |
| 黎瑞業 |                                                        | 青年（第5集） |
| 黎瑞業 | 情侶（第20集）                                         | |
| 關浩揚 |                                                        | 記者（第5、20、23－24集） |
| 關浩揚 | 觀眾（第15、25集）                                     | |
| 關浩揚 | 工作人員（第22集）                                     | |
| 黃卓慧 |                                                        | 接待員（第5集） |
| 孟希璘 |                                                        | 接待員（第5集） |
| 古天祥 | Max                                                    | 洪翊嵐之上司 與洪翊嵐不和，並解僱她（第5集） |
| 蕭文諾 |                                                        | 年青人（第5集） |
| 蕭文諾 | 工作人員（第22集）                                     | |
| 林浩文 |                                                        | 店員（第5集） |
| 鄔嘉駿 |                                                        | 消防員（第5集） |
| 余秀玲 |                                                        | 師奶（第5集） |
| 張國雄 | 伍 哥                                                  | 行家（第5集） |
| 葉進康 |                                                        | 工作人員（第6、11集） |
| 姚亦澧 | 陳 生                                                  | （第6集） |
| 布樂文 |                                                        | 情侶（第6集） |
| 劉芷玲 |                                                        | 情侶（第6集） |
| 馮子亮 |                                                        | 途人（第6集） |
| 馮顯藝 |                                                        | 途人（第6集） |
| 章景恆 |                                                        | 洪翊風之同事（第6、12、14集） |
| 伍禮騫 |                                                        | 細輝之朋友（第6集） |
| 伍禮騫 | 年輕人（第15集）                                       | |
| 李紹堅 |                                                        | 細輝之朋友（第6集） |
| 李紹堅 | 少男（第20集）                                         | |
| 李紹堅 | 觀眾（第25集）                                         | |
| 徐文浩 |                                                        | 細輝之朋友（第6集） |
| 邵展鵬 |                                                        | 細輝之朋友（第6集） |
| 魏穎彤 |                                                        | 客人（第6集） |
| 廖家爵 | Derek                                                  | 髮型師 李艷如之前度（第7集） |
| 廖家爵 | 工作人員（第22集）                                     | |
| 黎澤恩 | Tony                                                   | 攝影師 李艷如之前度（第7集） |
| 唐嘉麟 |                                                        | 耀之男友（第7集） |
| 鄧重謙 |                                                        | 水電師傅（第7集） |
| 周志康 | Benjamin                                               | 富家子 陳嘉萱之新男友，後於第15集成婚（第8、12、15集） |
| 黎康祺 |                                                        | 女學生（第8集） |
| 黎康祺 | 工作人員（第11集）                                     | |
| 陳潁熙 |                                                        | 女學生（第8集） |
| 陳潁熙 | PA（第12集）                                           | |
| 陳潁熙 | 少女（第15集）                                         | |
| 王嫿嫿 |                                                        | 女學生（第8集） |
| 黃凱琪 |                                                        | 女學生（第8集） |
| 黃瀅仴 |                                                        | 女學生（第8集） |
| 黃潤成 |                                                        | 男導師（第8集） |
| 吳天兒 |                                                        | 化粧小姐（第8、15－16集） |
| 朱樂洺 | 傑                                                     | PA（第9－10、15、22集） |
| 朱樂洺 | 觀眾（第25集）                                         | |
| 林可悅 |                                                        | 情侶（第9、15集） |
| 譚淑瑩 |                                                        | 記者（第9、15集） |
| 區俊賢 |                                                        | 男子（第9集） |
| 何沛珈 |                                                        | 戴孝女（第9集） |
| 何沛珈 | 護士（第19、21－22集）                                 | |
| 蕭百成 |                                                        | 警員（第9集） |
| 董敬文 | 森                                                     | 《猛鬼舊樓 血盆大口》導演（第9－10、15集） |
| 陳嘉俊 |                                                        | 工作人員（第9－10、14、25集） |
| 陳嘉俊 | 市民（第22－24集）                                     | |
| 陳嘉俊 | 演員（第24集）                                         | |
| 陳戩浩 |                                                        | 工作人員（第9－10、13－15、22集） |
| 余富根 |                                                        | 工作人員（第9集） |
| 李啟傑 |                                                        | 朋友（第9集） |
| 鍾志光 |                                                        | 朋友（第9集） |
| 魏惠文 |                                                        | 朋友（第9集） |
| 威廉陳 |                                                        | 大漢（第9、16集） |
| 鄭家生 |                                                        | 大漢（第9集） |
| 張盈悅 |                                                        | 市民（第9集） |
| 張盈悅 | 護士（第22集）                                         | |
| 張盈悅 | 藝人（第24集）                                         | |
| 張盈悅 | 女人（第25集）                                         | |
| 曹銦玲 |                                                        | 市民（第9、17、24集） |
| 曹銦玲 | 職員（第15集）                                         | |
| 曹銦玲 | 戲院職員（第25集）                                     | |
| 曾海昌 |                                                        | 觀眾（第9－10、25集） |
| 曾海昌 | 導演（第22集）                                         | |
| 明德豐 | 黎兆昌                                                 | 區議員（第9集） |
| 譚坤倫 |                                                        | 工作人員（第10、15、18集） |
| 徐忠信 | 聰                                                     | （第10集） |
| 何晉樂 |                                                        | 製片（第10、15集） |
| 李顯曜 |                                                        | 編劇（第10集） |
| 鄒兆霆 |                                                        | 片場人員（第10集） |
| 邵卓堯 |                                                        | 監製（第11集） |
| 陳庭欣 |                                                        | 李艷如之師姐（第11集） |
| 郭海楓 |                                                        | 男模特兒（第12集） |
| 郭海楓 | 演員（第24集）                                         | |
| 繆家慶 |                                                        | 青年（第12集） |
| 簡思恩 |                                                        | 年青女（第12集） |
| 蔡尚晉 |                                                        | 年輕男（第12集） |
| 蔡尚晉 | 記者（第15集）                                         | |
| 李家鼎 | 鼎 爺                                                  | （第12集） |
| 譚焯升 |                                                        | 櫃枱職員（第12集） |
| 陳永昌 |                                                        | 中年男人（第12集） |
| 蕭徽勇 | Gordon                                                 | （第12－13、22集） |
| 梁敏巧 |                                                        | 主播（第13集） |
| 林映輝 |                                                        | 主持（第13集） |
| 潘冠霖 | Anna                                                   | （第14－15、18－19、21－22、24集） |
| 吳香倫 | Miss Chan                                              | （第14集） |
| 韓馬利 | Susanna                                                | 陳嘉萱之母 嫌洪翊風沒出息，慫恿陳嘉萱與他分手（第14－15、22集） |
| 張韡騰 |                                                        | 商場經理（第14集） |
| 魯振順 | 新                                                     | 露宿者 與元植在街頭相識，教他講髒話（第14、20集） |
| 李嘉晉 |                                                        | 男友（第15集） |
| 吳展驊 |                                                        | 年輕人（第15集） |
| 丁樂鍶 |                                                        | 年輕人（第15集） |
| 文竣瑋 |                                                        | 市民（第15－16、18、22－25集） |
| 李偉霆 |                                                        | 李艷如之前夫（第15集） |
| 劉家聰 |                                                        | 觀眾（第15集） |
| 劉家聰 | 監製（第24集）                                         | |
| 陳熙蕊 |                                                        | 新娘Model（第15集） |
| 梁雯蔚 |                                                        | 化妝師（第15集） |
| 呂靜文 |                                                        | 少女（第16集） |
| 何泳芍 |                                                        | 大師（第17集） |
| 鄧美欣 | Joyce                                                  | （第18－19、21－22、24集） |
| 鄧美欣 | 觀眾（第25集）                                         | |
| 鬼 塚  | 德                                                     | （第18集） |
| 曾琬莎 |                                                        | 護士（第19集） |
| 李善恆 |                                                        | 醫生（第19、21－22集） |
| 甄采浠 | 卿                                                     | （第20集） |
| 阮嘉敏 |                                                        | 主播（第21集） |
| 黃榮燊 | 鍾 道                                                  | （第22集） |
| 黃榮燊 | 藝人（第24集）                                         | |
| 黃子桐 |                                                        | 工作人員（第22集） |
| 黃子桐 | 觀眾（第25集）                                         | |
| 李鉅峰 |                                                        | 工作人員（第22集） |
| 李鉅峰 | 記者（第23－24集）                                     | |
| 李鉅峰 | 觀眾（第25集）                                         | |
| 魏柏豪 |                                                        | 記者（第23集） |
| 吳幸美 |                                                        | 主持（第24集） |
| 詹可琳 |                                                        | 報導員（第25集） |

## 歌曲

### 主題曲
| 主唱   | 歌曲     | 作曲   | 填詞 | 編曲   | 監製   |
| 鄭俊弘 | 輕輕放開 | 劉易昇 | 楊熙 | 黃兆銘 | 劉易昇 |

### 插曲
| 歌曲                    | 作曲                                       | 作詞                    | 原唱             | 劇中獻唱                               | 首次登場集數 |
| 千個太陽                | M.Gore / D.Pitchford                       | 林振強                  | 葉德嫻、陳潔靈   | 韋家雄、鄭子誠、王綺琴、寶珮如、歐瑞偉 | 第1集        |
| 一生何求                | 王文清                                     | 潘偉源                  | 陳百強           |                                        | 第1集        |
| 風繼續吹                | 宇崎龍童                                   | 鄭國江                  | 張國榮           | 韋家雄、鄭俊弘                         | 第1集        |
| 從不知                  | 郭小霖                                     | 林振強                  | 郭小霖           | （伴奏曲）                             | 第1集        |
| 深愛著你                | 林哲司                                     | 林敏驄                  | 陳百強           | 鄭俊弘                                 | 第1集        |
| 有一天我會              | 陳小霞                                     | 楊立德                  | 張瓊瑤           |                                        | 第2集        |
| 飄                      | 山姆·庫克                                  | 潘源良                  | 葉德嫻           | 麥皓兒                                 | 第2集        |
| 隔離                    | 嚴曉蕾                                     | 陳耀森/朱敏希           | 陳凱詠           | （伴奏曲）                             | 第2集        |
| Oh, Pretty Woman        | 羅伊·奧比森                                | Bill Dees               | 羅伊·奧比森      | （伴奏曲）                             | 第2集        |
| Loser                   | 陳考威 / JNYBeatz                          | T-Rexx（Rap詞：陳考威） | MC 張天賦        |                                        | 第2集        |
| 愛得太遲                |                                            |                         | 古巨基           | （伴奏曲）                             | 第3集        |
| 最後一夜                | Hendrik Tony/Van Harren K./Apple Gate Mary | 林振強                  | 劉美君           | 寶珮如                                 | 第3集        |
| 別了秋天                | 盧冠廷                                     | 陳少琪、俞琤            | 呂方             | （伴奏曲）                             | 第3集        |
| Santa Lucia             | 提歐多洛·谷特勞                            | 提歐多洛·谷特勞         | （那不勒斯民謠） |                                        | 第3集        |
| 舊夢不須記              | 黃霑                                       | 黃霑                    | 雷安娜           |                                        | 第3集        |
| 我為何讓妳走            | 倫永亮                                     | 潘源良                  | 郭富城           | 寶珮如                                 | 第4集        |
| 情愛幾多哀              | 顧嘉煇                                     | 黃霑                    | 關正傑           |                                        | 第4集        |
| 我的快樂時代            | 林健華                                     | 林夕                    | 陳奕迅           | 蔣志光                                 | 第4集        |
| 愛得太遲                | 楊鎮邦@宇宙大爆炸                          | 林夕                    | 古巨基           |                                        | 第4集        |
| 隔離                    | 嚴曉蕾                                     | 陳耀森/朱敏希           | 陳凱詠           |                                        | 第4集        |
| 一生愛你一個            | 陳光榮                                     | 梁芷珊                  | 鄭伊健           |                                        | 第4集        |
| 今日                    | 柳重言                                     | 林振強                  | 陳奕迅           | 曾航生                                 | 第4集        |
| 囍帖街                  | Eric Kwok                                  | 黃偉文                  | 謝安琪           |                                        | 第6集        |
| 也許                    | 鮑比達                                     | 林振強                  | 何家勁/蔡楓華    | 歐瑞偉                                 | 第14集       |
| The Best Is Yet To Come | 林一峰                                     | 林一峰                  | at17             | 朱晨麗，蔣祖曼                         | 第15集       |
| 我們                    | 陳建騏                                     | 葛大為                  | 陳奕迅           | 鄭俊弘                                 | 第15集       |
| 風繼續吹                | Shuji Kimura                               | 鄭國江                  | 張國榮           | 鄭俊弘，韋家雄                         | 第20集       |
| 細水長流                | M. Alejiandro / M. Beigbeder               | 林振強                  | 蔡齡齡           |                                        | 第25集       |

## 獎項
| 年份 | 頒獎典禮             | 獎項名稱                  | 入圍者                                 | 結果     |
| 2023 | 萬千星輝頒獎典禮2022 | 最佳劇集                  | 《輕·功》                              | 提名     |
| 2023 | 萬千星輝頒獎典禮2022 | 最佳男主角                | 黎耀祥                                 | 最後十強 |
| 2023 | 萬千星輝頒獎典禮2022 | 最佳女主角                | 蔣祖曼                                 | 提名     |
| 2023 | 萬千星輝頒獎典禮2022 | 最受歡迎電視男角色        | 洪十一（黎耀祥 飾）                    | 提名     |
| 2023 | 萬千星輝頒獎典禮2022 | 最受歡迎電視男角色        | 洪翊風（朱敏瀚 飾）                    | 提名     |
| 2023 | 萬千星輝頒獎典禮2022 | 最受歡迎電視女角色        | 洪翊嵐（蔣祖曼 飾）                    | 提名     |
| 2023 | 萬千星輝頒獎典禮2022 | 最受歡迎電視女角色        | 李艷如（朱晨麗 飾）                    | 提名     |
| 2023 | 萬千星輝頒獎典禮2022 | 最佳男配角                | 朱敏瀚                                 | 提名     |
| 2023 | 萬千星輝頒獎典禮2022 | 最佳女配角                | 朱晨麗                                 | 提名     |
| 2023 | 萬千星輝頒獎典禮2022 | 最受歡迎電視歌曲          | 輕輕放開（主唱：鄭俊弘）               | 提名     |
| 2023 | 萬千星輝頒獎典禮2022 | 最受歡迎電視拍檔          | 鄭子誠、歐瑞偉、韋家雄、王綺琴、寶珮如 | 提名     |
| 2023 | 萬千星輝頒獎典禮2022 | 馬來西亞最喜愛TVB電視劇集 | 《輕·功》                              | 提名     |
| 2023 | 萬千星輝頒獎典禮2022 | 馬來西亞最喜愛TVB男主角   | 黎耀祥                                 | 提名     |
| 2023 | 萬千星輝頒獎典禮2022 | 馬來西亞最喜愛TVB女主角   | 蔣祖曼                                 | 提名     |

## 記事
- 2022年1月28日：舉行造型及拜神記者會。[5]
- 2022年2月7日：首日拍攝。
- 2022年3月1日：無綫電視宣布所有劇集拍攝將暫停直至另行通知。
- 2022年7月13日：全劇煞科。
- 2022年12月1日：此劇於將軍澳創新園駿才街77號電視廣播城三廠舉行「再飛一次」宣傳活動。[6]
- 2022年12月7日：此劇於將軍澳欣景路8號MCP Central L1 Atrium B舉行「幕後情誼」宣傳活動。[7]
- 2022年12月23日：此劇於荃灣楊屋道1號地下B室耆康會荃灣長者地區中心舉行「老友記聖誕聯歡」宣傳活動。
- 2022年12月29日：此劇於鰂魚涌英皇道1001號6樓01室JUST CLIMB太古店舉行「輕功是這樣煉成的」宣傳活動。[8]
- 2023年1月3日：此劇於荃灣楊屋道18號荃新天地二期中庭舉行「放輕身心 共迎新歲」宣傳活動。[9]

## 軼事
- 此劇是蔣祖曼自簽下無綫電視經理人合約藝員後首部參與的無綫電視劇集[10]。
- 此劇「林至明」原定高鈞賢飾演，後改由李日朗頂上[11]。
- 此劇「Max」原定易宇航飾演，後改由古天祥頂上[11]。
- 此劇是簡淑兒在無綫電視的告別作。

## 收視
每周收視列表：
| 集數   | 日期                     | 跨平台直播最高收視率  | 備註   |
| 01－05 | 2022年12月5日－12月9日   | 17.7點                | [ 12 ] |
| 06－10 | 2022年12月12日－12月16日 | 17.7點                | [ 13 ] |
| 11－15 | 2022年12月19日－12月23日 | 18.1點                | [ 14 ] |
| 16－20 | 2022年12月26日－12月30日 | 19.8點                | [ 15 ] |
| 21－25 | 2023年1月2日－1月6日     | 20.4點                | [ 16 ] |
| 全劇   | 全劇                     | 平均电视直播为16.45點 |        |

## 外部連結
- 《輕·功》 北美TVB網上串流平台 免費點播！ （页面存档备份，存于）
- 《輕．功》放輕自我 人生功課 - TVB Weekly （页面存档备份，存于）
- 《輕．功》放輕執著 自在人生 - TVB Weekly （页面存档备份，存于）
- 豆瓣电影上《輕·功》的資料 （简体中文）

## 電視節目的變遷
| 香港 無綫電視翡翠台／ 澳門 TVB Anywhere翡翠台 星期一至五 21:30－22:30 | 香港 無綫電視翡翠台／ 澳門 TVB Anywhere翡翠台 星期一至五 21:30－22:30 | 香港 無綫電視翡翠台／ 澳門 TVB Anywhere翡翠台 星期一至五 21:30－22:30 |
| --------------------------------------------------------------------- | --------------------------------------------------------------------- | --------------------------------------------------------------------- |
|                                                                       | 輕·功 （2022年12月5日－2023年1月6日）                                 |                                                                       |
| 超能使者 （2022年10月31日－2022年12月2日）                            | 飛狐外傳 （2023年1月9日－2023年2月17日）                              |                                                                       |

| 马来西亚 Astro AOD 星期一至五 21:30－22:30 | 马来西亚 Astro AOD 星期一至五 21:30－22:30 | 马来西亚 Astro AOD 星期一至五 21:30－22:30 |
| ------------------------------------------ | ------------------------------------------ | ------------------------------------------ |
|                                            | 輕·功 （2022年12月5日－2023年1月6日）      |                                            |
| 超能使者 （2022年10月31日－2022年12月2日） | 天龍八部 （2023年1月9日－2023年2月17日）   |                                            |

| 马来西亚、 新加坡 翡翠台 星期一至五 21:30－22:30 | 马来西亚、 新加坡 翡翠台 星期一至五 21:30－22:30 | 马来西亚、 新加坡 翡翠台 星期一至五 21:30－22:30 |
| ------------------------------------------------ | ------------------------------------------------ | ------------------------------------------------ |
|                                                  | 輕·功 （2022年12月5日－2023年1月6日）            |                                                  |
| 超能使者 （2022年10月31日－2022年12月2日）       | 天龍八部 （2023年1月9日－2023年2月17日）         |                                                  |

| 翡翠台香港時區 星期一至五 21:30－22:30     | 翡翠台香港時區 星期一至五 21:30－22:30     | 翡翠台香港時區 星期一至五 21:30－22:30 |
| ------------------------------------------ | ------------------------------------------ | -------------------------------------- |
|                                            | 輕·功 （2022年12月5日－2023年1月6日）      |                                        |
| 超能使者 （2022年10月31日－2022年12月2日） | 反黑路人甲 （2023年1月9日－2023年2月17日） |                                        |

| 美国 TVB1 星期一至五 劇場 東岸時間 21:00－22:00      | 美国 TVB1 星期一至五 劇場 東岸時間 21:00－22:00 | 美国 TVB1 星期一至五 劇場 東岸時間 21:00－22:00 |
| ---------------------------------------------------- | ----------------------------------------------- | ----------------------------------------------- |
|                                                      | 輕·功 （2022年12月5日－2023年1月6日）           |                                                 |
| 超能使者 （2022年10月31日－2022年12月2日）           | 多功能老婆 （2023年1月9日－2023年2月10日）      |                                                 |
| 美国 TVBSF 星期一至五 黃金劇場 西岸時間 22:00－23:00 |                                                 |                                                 |
| 超能使者 （2022年10月31日－2022年12月2日）           | 輕·功 （2022年12月5日－2023年1月6日）           | 法證先鋒V （2023年1月9日－2023年2月17日）       |

| 美国 TVBJ1 星期一至五 黃金劇場 · 東岸時間 22:00－23:00 · 西岸時間 19:00－20:00 美国 TVBJ2 星期一至五 黃金劇場 西岸時間 22:00－23:00 | 美国 TVBJ1 星期一至五 黃金劇場 · 東岸時間 22:00－23:00 · 西岸時間 19:00－20:00 美国 TVBJ2 星期一至五 黃金劇場 西岸時間 22:00－23:00 | 美国 TVBJ1 星期一至五 黃金劇場 · 東岸時間 22:00－23:00 · 西岸時間 19:00－20:00 美国 TVBJ2 星期一至五 黃金劇場 西岸時間 22:00－23:00 |
| --- | --- | --- |
| | 輕·功 （2023年8月30日－2023年10月3日）                                                                                              | |
| 超能使者 (2023年7月26日- 2023年8月29日）                                                                                            | 廉政狙擊 （2023年10月4日－2023年11月9日）                                                                                           | |

| 加拿大 新時代電視2高清台 西岸時間／溫哥華 星期一至五 17:30－18:30 | 加拿大 新時代電視2高清台 西岸時間／溫哥華 星期一至五 17:30－18:30 | 加拿大 新時代電視2高清台 西岸時間／溫哥華 星期一至五 17:30－18:30 |
| ----------------------------------------------------------------- | ----------------------------------------------------------------- | ----------------------------------------------------------------- |
|                                                                   | 輕·功 （2022年12月5日－2023年1月6日）                             |                                                                   |
| 超能使者 （2022年10月31日－2022年12月2日）                        | 天龍八部 （2023年1月9日－2023年2月17日）                          |                                                                   |
| 東岸時間／多倫多 星期一至五 20:30－21:30                          |                                                                   |                                                                   |
| 超能使者 （2022年10月31日－2022年12月2日）                        | 輕·功 （2022年12月5日－2023年1月6日）                             | 天龍八部 （2023年1月9日－2023年2月17日）                          |

| 翡翠台 星期二至六 21:30－22:30             | 翡翠台 星期二至六 21:30－22:30            | 翡翠台 星期二至六 21:30－22:30 |
| ------------------------------------------ | ----------------------------------------- | ------------------------------ |
|                                            | 輕·功 （2022年12月6日－2023年1月7日）     |                                |
| 超能使者 （2022年10月31日－2022年12月2日） | 天龍八部 （2023年1月10日－2023年2月18日） |                                |

| 新加坡 HUB娛家戲劇台 劇集首映 星期一至五 20:00－21:00 | 新加坡 HUB娛家戲劇台 劇集首映 星期一至五 20:00－21:00 | 新加坡 HUB娛家戲劇台 劇集首映 星期一至五 20:00－21:00 |
| ----------------------------------------------------- | ----------------------------------------------------- | ----------------------------------------------------- |
|                                                       | 輕·功 （2023年5月9日－2023年6月12日）                 |                                                       |
| 超能使者 （2023年4月4日－2023年5月8日）               | 廉政狙擊 （2023年6月13日－2023年7月19日）             |                                                       |

| 马来西亚 八度空间 TVB之最 星期一至五 19:00-19:58 | 马来西亚 八度空间 TVB之最 星期一至五 19:00-19:58 | 马来西亚 八度空间 TVB之最 星期一至五 19:00-19:58 |
| ------------------------------------------------ | ------------------------------------------------ | ------------------------------------------------ |
|                                                  | 輕·功 （2023年10月24日—2023年11月27日）          |                                                  |
| 下流上車族 （2023年9月26日—2023年10月23日）      | 廉政狙擊 （2023年11月28日—2024年1月3日）         |                                                  |